# Liste des épisodes de Love Live! Superstar!!
Cet article est un complément de l’article sur la franchise Love Live! Superstar!!. Il contient la liste des épisodes de la série télévisée d'animation répartie en saisons.

## Saison 1
| No | Titre français                      | Titre japonais         | Titre japonais           | Date de 1re diffusion |
| No | Titre français                      | Kanji                  | Rōmaji                   | Date de 1re diffusion |
| --- | ----------------------------------- | ---------------------- | ------------------------ | --------------------- |
| 01 | Quel est ce sentiment?              | まだ名もないキモチ     | Mada Na mo nai kimochi   | 11 juillet 2021       |
| Kanon Shibuya avait un rêve. Passionnée de chant depuis sa plus tendre enfance, elle n’a toujours eu qu’une envie : entrer dans la prestigieuse section musique du lycée pour filles de Yuigaoka. C’était sans compter sur sa voix, qui s’arrêta soudain lors de son examen d’entrée au lycée, l’empêchant de démontrer tout son talent à ses futurs professeurs… Admise dans une autre section, elle décide alors d’abandonner son rêve. Jusqu’à ce jour fatidique de rentrée où, se croyant seule, elle entonne une chanson, tapant dans l’œil de Keke, sa nouvelle camarade de classe passionnée par les idols… |                                     |                        |                          |                       |
| 02 | School Idols interdites!?           | スクールアイドル禁止!? | School Idol Kinshi!?     | 18 juillet 2021       |
| Kanon a enfin réussi à chanter en public ! Convaincue par sa nouvelle amie Keke, elle décide donc de se lancer à corps perdu dans la création d’un groupe d’idols lycéennes. Problème : Ren Hazuki, la fille de la fondatrice de leur lycée et membre du conseil des élèves, refuse d’autoriser leur club. Arriveront-elles à la faire changer d’avis et à devenir des idols ? |                                     |                        |                          |                       |
| 03 | KeKa                                | クーカー               | Kū Kā                    | 8 août 2021           |
| La directrice a accepté la création du club des idols de Keke et Kanon à une condition : celles-ci doivent remporter le festival des idols lycéennes de Yoyogi. Mais Keke n'est malheureusement pas sportive - ce qui l'handicape pour la danse, et Kanon n'a toujours pas véritablement surmonté sa peur de chanter en public. Et comme si cela n'était pas suffisant, un groupe bien connu va annoncer sa participation au festival... Nos deux jeunes idols l'emporteront-elles envers et contre tout ? |                                     |                        |                          |                       |
| 04 | Rue de la Galaxie                   | 街角ギャラクシー☆彡    | Machikado Gyarakushī☆彡  | 15 août 2021          |
| Même si elles n'ont pas terminé premières du festival, Kanon et Keke ont fait forte impression en remportant le prix du jury décerné aux meilleures jeunes idols de la compétition. Voyant les efforts qu'elles fournissent, la directrice les autorise, au grand dam de Ren Hazuki, à créer leur club et à utiliser le toit pour s'entraîner ! Leur succès ira même jusqu'à attirer une première recrue aussi étrange que débordant de talent, Sumire Heanna. Le groupe en sortira-t-il renforcé ? |                                     |                        |                          |                       |
| 05 | L'île de la passion                 | パッションアイランド   | Passhon Airando          | 22 août 2021          |
| Avec l’ancienne enfant star Sumire enfin intégrée dans le groupe, les filles semblent plus fortes que jamais et prêtes à conquérir le monde des idols ! Mais c’est sans compter sur une chaleur accablante qui les empêche de s’entraîner sur le toit du lycée. Alors qu’elles se réunissent au café de Kanon, des invitées inattendues vont leur faire une proposition qui ne l’est pas moins. Et pendant ce temps, Chisato va elle aussi recevoir une proposition qui risque bien de bouleverser le groupe... |                                     |                        |                          |                       |
| 06 | Mon rêve                            | 夢見ていた             | Yumemite ita             | 5 septembre 2021      |
| Les filles ont enfin pu rencontrer les idoles de Keke, les Sunny Passion. À leur grande surprise, elles ont même été invitées au grand concert annuel qu'elles organisent chaque été sur leur île de Kôzushima ! Mais Chisato décide de ne pas les accompagner car elle a été sélectionnée pour représenter le lycée à un grand tournoi de danse. Après avoir déjà refusé par deux fois de rejoindre le groupe, va-t-elle définitivement voguer vers de nouveaux horizons ? |                                     |                        |                          |                       |
| 07 | Bataille pour le conseil des élèves | 決戦！生徒会長選       | Kessen! Seito Kaichō-sen | 12 septembre 2021     |
| C'est la rentrée des classes à Yuigaoka ! Et maintenant que Chisato a rejoint le groupe, le club des idols est plus fort et plus soudé qu'il ne l'a jamais été. Mais qui dit rentrée dit également formation d'un nouveau conseil des élèves ! Sans surprise, la favorite pour en prendre la présidence est bien évidemment l’ennemie de toutes les idols, Ren Hazuki. Les filles la laisseront-elles l'emporter, au risque de voir leur club disparaître ? |                                     |                        |                          |                       |
| 08 | Sentiments entrelacés               | 結ばれる想い           | Musubareru Omoi          | 19 septembre 2021     |
| Ren Hazuki a été élue présidente du conseil des élèves, faisant craindre le pire à nos héroïnes pour leur club. Ayant également renié la promesse qu'elle avait faite de laisser la section générale organiser le festival d’automne, elle a déclaré sans le vouloir une guerre entre les deux sections. Et pour ne rien arranger, sa situation personnelle est beaucoup plus complexe que ce que Kanon et les autres imaginaient. Mais pourquoi s'oppose-t-elle donc à ce point aux idols lycéennes ? Yuigaoka et le club d’idols survivront-ils à cette crise ?                                                  |                                     |                        |                          |                       |
| 09 | Quel est votre nom?                 | 君たちの名は？         | Kimitachi no na wa?      | 26 septembre 2021     |
| Ren Hazuki a été élue présidente du conseil des élèves, faisant craindre le pire à nos héroïnes pour leur club. Ayant également renié la promesse qu'elle avait faite de laisser la section générale organiser le festival d’automne, elle a déclaré sans le vouloir une guerre entre les deux sections. Et pour ne rien arranger, sa situation personnelle est beaucoup plus complexe que ce que Kanon et les autres imaginaient. Mais pourquoi s'oppose-t-elle donc à ce point aux idols lycéennes ? Yuigaoka et le club d’idols survivront-ils à cette crise ?                                                  |                                     |                        |                          |                       |
| 10 | Départage!                          | チェケラッ!!           | Chekera!!                | 3 octobre 2021        |
| Désormais à cinq, avec une nouvelle chanson et surtout un nouveau nom de groupe, nos héroïnes sont fin prêtes pour le Love Live ! Mais dès l’annonce des qualifications, elles comprennent en voyant le nombre impressionnant de groupes ayant postulé qu’un tour préliminaire aura lieu pour les départager... Quel sera le thème de l’année ? Les filles de Liella! arriveront-elles à se qualifier ? |                                     |                        |                          |                       |
| 11 | De retour dans ce lieu              | もう一度、あの場所で   | Mō ichido, ano basho de  | 10 octobre 2021       |
| Le grand tournoi des idols lycéennes, le Love Live, a commencé par une épreuve de départage sur le thème du rap. Pour se qualifier au tournoi de Tokyo rassemblant les meilleurs groupes de la capitale, les filles de Liella ont choisi Sumire comme leader, qui a finalement accepté le rôle après plusieurs refus. Encore une fois éblouissantes sur scène, nos héroïnes attendent désormais le résultat de l’épreuve. Se qualifieront-elles pour le tournoi de Tokyo ? |                                     |                        |                          |                       |
| 12 | Chantons pour le monde              | Song for All           | Song for All             | 17 octobre 2021       |
| Après leur qualification, les filles de Liella! ont reçu une demande de concert de la part de l’ancienne école primaire de Chisato et Kanon. Revenue aux sources de sa phobie, Kanon a finalement réussi à exorciser ses démons et à chanter seule en public. Plus fortes et motivées que jamais, nos héroïnes s’attèlent désormais à peaufiner leur nouvelle chanson sur le thème des solos vocaux. Remporteront-elles le tournoi de Tokyo et se qualifieront-elles pour la finale du Love Live ? |                                     |                        |                          |                       |

## Saison 2
| No | Titre français                    | Titre japonais         | Titre japonais               | Date de 1re diffusion |
| No | Titre français                    | Kanji                  | Rōmaji                       | Date de 1re diffusion |
| --- | --------------------------------- | ---------------------- | ---------------------------- | --------------------- |
| 01 | Bienvenue dans Liella!            | ようこそ！Liella!へ！  | Yōkoso! Riera! e!            | 17 juillet 2022       |
| Une nouvelle année commence au lycée Yuigaoka, et les nouvelles élèves sont bien nombreuses. Plus que jamais motivées pour le Love Live!, le club d'idols du lycée s'active bien décidé à trouver de nouvelles recrues pour les rejoindre dans l'aventure, mais étonnamment, aucune candidate ne se présente.                                                                |                                   |                        |                              |                       |
| 02 | Première et seconde               | 2年生と1年生           | Ninensei to ichinensei       | 24 juillet 2022       |
| Kinako Sakurakôji commence sa première journée en tant que nouveau membre du club d’idols. Le niveau de Liella est connu de toutes, et les nouvelles élèves n’osent pas les rejoindre. Pour remédier à cela, les idols réfléchissent à un moyen de rendre l’entraînement plus accessible afin d’attirer de nouvelles recrues.                                                |                                   |                        |                              |                       |
| 03 | Favorites du concours             | 優勝候補               | Yūshō Kōho                   | 31 juillet 2022       |
| Kinako poursuit son entraînement avec Liella et s’améliore de jour en jour. Ayant reçu une invitation pour être le groupe de clôture au festival d’idols de Yoyogi, le groupe est plus motivé que jamais. Mais qui est cette jeune fille étrange qui semble observer Kanon ?                                                                                                 |                                   |                        |                              |                       |
| 04 | Deux élèves en science            | 科学室のふたり         | Kagakushitsu no futari       | 7 août 2022           |
| Maintenant que Liella s’agrandit, une question se pose : qui s’occupera du rôle de manager? Alors que les jeunes idols réfléchissent, elles font la connaissance de deux élèves de seconde : Shiki Wakana, la mystérieuse passionnée de science et Mei Yoneme, au caractère explosif.                                                                                        |                                   |                        |                              |                       |
| 05 | L'argent fait tourner le monde    | マニーは天下の回りもの | Manī wa tenka no mawari mono | 14 août 2022          |
| À présent au nombre de trois, les seconde s’intègrent à Liella petit à petit. Cependant, elles ressentent l’écart d’expérience entre les anciennes et elles. Au même moment, Natsumi Onitsuka, une influenceuse pleine d’énergie, sent une opportunité et entre en jeu avec une proposition qu’elle partage au groupe.                                                       |                                   |                        |                              |                       |
| 06 | Voyage dans le nord               | DEKKAIDOW!             | DEKKAIDOW!                   | 21 août 2022          |
| Natsumi, toujours en train de manigancer, essaye de séparer Liella en deux. Son plan la mène jusque chez Kinako à Hokkaido avec les seconde année, qui profitent des vacances pour s’entraîner à fond afin de rattraper le niveau de leurs aînées. Durant ce voyage, Natsumi s’ouvrira petit à petit aux autres filles…                                                      |                                   |                        |                              |                       |
| 07 | U R Ren Hazuki                    | UR 葉月恋              | UR Hazuki Ren                | 28 août 2022          |
| Maintenant que l’équipe est au complet, les détails concernant le Love Live se font connaître ! Cependant, une des membres manque à l’appel : s’étant découvert une nouvelle passion qui a vite tourné à l’addiction, Ren est plongée dans l’univers des jeux vidéo. |                                   |                        |                              |                       |
| 08 | Chance Way                        | Chance Way             | Chance Way                   | 11 septembre 2022     |
| Le conseil des élèves s’agrandit, avec entre autres Kanon qui prend le rôle de vice-présidente, et la nouvelle équipe organise une journée portes ouvertes pour montrer les attraits de Yuigaoka. Avec les détails publiés du Love Live, Liella a du pain sur la planche. Étape numéro 1 : trouver l’endroit parfait où danser…                                              |                                   |                        |                              |                       |
| 09 | Pour la victoire                  | 勝利のために           | Shōri no tame ni             | 18 septembre 2022     |
| Liella est en lice pour Tokyo ! Seulement, elles sont directement confrontées à une surprise en voyant les résultats. Il leur faut une stratégie pour faire face à leur nouvelle rivale, Wien Margaret. La victoire leur est plus importante que jamais, surtout pour Keke, dont le secret n’est encore connu que de Sumire…                                                 |                                   |                        |                              |                       |
| 10 | La chanson qui résonne en Kanon   | 渋谷に響く歌           | Shibuya ni hibiku uta        | 25 septembre 2022     |
| Liella s’envole pour Hokkaido afin de se préparer au mieux pour le tournoi de Tokyo. Les première sont plus déterminées que jamais à s’améliorer après un discours déstabilisant de Wien Margaret, toujours aussi sûre d’elle. Nos héroïnes parviendront-elles à réussir là ou Sunny Passion a échoué ?                                                                      |                                   |                        |                              |                       |
| 11 | Rêve                              | 夢                     | Yume                         | 2 octobre 2022        |
| Liella a remporté la première place au tournoi de Tokyo! Si cela réjouit plus que tout nos héroïnes, une jeune idol ne supporte pas d’apprendre ces résultats. Kanon découvre enfin le secret de sa rivale, et elle se retrouvera face à un choix qui risque de chambouler tout le groupe…                                                                                   |                                   |                        |                              |                       |
| 12 | L'histoire qui réalise mes rêves. | 私を叶える物語         | Watashi o kanaeru Monogatari | 9 octobre 2022        |
| Enfin, la finale du Love Live approche à grands pas ! Dans cette dernière ligne droite, Kanon se retrouve face à un choix cornélien : partir étudier dans l’école de musique la plus reconnue au monde, ou finir ses années au Lycée de Yuigaoka auprès de Liella. Après y avoir longuement réfléchi et avoir pris sa décision, Liella se lance sur la scène de leurs rêves… |                                   |                        |                              |                       |

## Saison 3
| No | Titre français                     | Titre japonais             | Titre japonais                  | Date de 1re diffusion |
| No | Titre français                     | Kanji                      | Rōmaji                          | Date de 1re diffusion |
| -- | ---------------------------------- | -------------------------- | ------------------------------- | --------------------- |
| 01 | Le chemin que j'ai choisi          | 私の決めた道               | Watashi no kimeta michi         | 6 octobre 2024        |
| 02 | Toma Kano Te                       | トマカノーテ               | Tomakanōte                      | 13 octobre 2024       |
| 03 | Le centre de couleur Blanc         | 白色のセンター             | Shiroiro no sentā               | 20 octobre 2024       |
| 04 | Pas de pluie, pas d'arc-en-ciel    | No Rain, No Rainbow        | No Rain, No Rainbow             | 27 octobre 2024       |
| 05 | Bonjour! Shanghai! Petit Longbao~! | 你好！上海！小籠包〜！     | Nǐ hǎo! Shànghǎi! Xiǎolóngbāo~! | 3 novembre 2024       |
| 06 | Trésor                             | タカラモノ!                | Takaramono!                     | 10 novembre 2024      |
| 07 | Pour gagner contre Liella !        | Liella!に勝つために        | Liella! ni katsu tame ni        | 17 novembre 2024      |
| 08 | Yuigaoka contre Yuigaoka           | 結ヶ丘 VS 結ヶ丘           | Yuigaoka vs Yuigaoka            | 24 novembre 2024      |
| 09 | Nockerln de Salzbourg              | ザルツブルガー・ノッケルン | Zarutsuburugā nokkerun          | 1er décembre 2022     |
| 10 | Kinako Sakurakoji                  | 桜小路 きな子              | Sakurakōji Kinako               | 8 décembre 2024       |
| 11 | Superstar!!                        | スーパースター!!           | Sūpāsutā!!                      | 15 décembre 2024      |
| 12 | Pour toujours et à jamais!         | ずっとずっと！             | Zutto Zutto!                    | 22 décembre 2024      |